# 7416-os mellékút (Magyarország)
A 7416-os számú mellékút egy több mint 30 kilométer hosszú, négy számjegyű mellékút Zala vármegye és Vas vármegye határvidékén. Lenti városát és a környező településeket köti össze a Bajánsenye-Őrihodos közti közúti határátkelőhellyel, és ezáltal Szlovéniával.

## Nyomvonala
A 75-ös főút 63. kilométerénél lévő körforgalomból indul, Lenti központjában. Egyenes folytatása a 7538-as útnak, amely Letenye központjában ágazik ki a 7-es főútból, végighúzódik a horvát, majd a szlovén határ közelében fekvő településeken, köztük Muraszemenyén és Tornyiszentmiklóson, és itt ér véget, 30,7 kilométer után.
Északnyugati irányban indul, Sugár út néven. 1,3 kilométer után éri el Lenti legészakabbi házait, ott északnak fordul. Hamarosan keresztezi a Sár-berki-patak folyását, majd 3,8 kilométer után kiágazik belőle kelet felé a 7426-os út, a városhoz csatolt Lentikápolna, valamint Kerkabarabás és Zalabaksa központjai felé. Az út még az 5+900-as kilométerszelvényéig halad Lenti területén, majd Kerkabarabás külterületére ér.
6,8 kilométer után keresztezi a 86-os főutat, itt a 11. kilométerénél jár; ugyanitt eléri Kerkabarabás, Resznek és Zalabaksa hármashatárát. Alig 100 métert halad a kereszteződés után Resznek és Zalabaksa határvonalán, azt követően már teljesen zalabaksai területen húzódik. Ennek a településnek sem érinti jobban a területét: 9,3 kilométer után már Csesztreg területére érkezik. A község déli szélét 10,2 kilométer után éri el, ott torkollik bele – délnyugat felől, 12 kilométer megtétele után – a 7418-as út, Rédics és Külsősárd irányából.
Itt északnak fordul, települési neve Ady Endre utca lesz, így ágazik ki belőle, 10,800-as kilométerszelvényénél a 7423-as út, Velemér és Magyarszombatfa felé. 11. kilométer után kevéssel keresztezi a Csesztregi-Kerka folyását, majd a Petőfi Sándor utca nevet veszi fel. 11+250-es kilométerszelvényénél beletorkollik, szűk 3 kilométer megtétele után a 7419-es út, Zalabaksa központjából. 11,8 kilométer után lép ki teljesen Csesztreg központjának házai közül.
Valamivel a 13. kilométere előtt érkezik Kerkaújfalu településrészre, majd a 13+200-as kilométerszelvénye közelében keresztezi a Kerka egy ágát, 13,5 kilométer után pedig kilép a településről, ott már nagyjából északnyugati irányban haladva. Még a 14+600-as kilométerszelvényéig csesztregi közigazgatási területen halad, ott lép át a következő település, Kerkakutas területére.
15,7 kilométer után egy kereszteződéshez ér: délnyugati irányban a 74 133-as út indul innen Alsószenterzsébet és a zsákfalunak számító Felsőszenterzsébet községek felé, északkeletnek pedig az 1,7 kilométer hosszú 74 134-es út indul Kerkakutas belterületére. Ez utóbbi település nem tekinthető zsákfalunak, mert egy rossz minőségű, sebesség- és súlykorlátozás hatálya alá eső önkormányzati úton elérhető keleti szomszédja, Kozmadombja felől is. (Az út Kozmadombja területén a 74 153-as számozást viseli, ez közvetlenül a 86-os főútból ágazik ki.)
A 16+850 kilométerszelvénye táján Kerkafalva területére érkezik az út, majd rövidesen eléri Kerkapéntekfalu településrész legdélebbi házait. Ott a Jókai út nevet viseli, de gyorsan eltávolodik a lakott területektől, sőt rövidesen, 17,7 kilométer után egy elágazáshoz is ér, ahol nyugatnak fordul. Észak felé a 7417-es út indul ki innét, keleti irányban pedig egy önkormányzati útnak minősülő bekötőút a község központja, valamint a Cupi-patak túlsó partján fekvő Kerkanémetfalu településrész irányába.
18,9 kilométer után érkezik az út a következő település, Ramocsa területére. A község első házait szinte pontosan a huszadik kilométerénél éri el, közben fokozatosan északnyugati irányba tér és a Fő út nevet veszi fel. A 21+100-as kilométerszelvénye előtt éri el a lakott terület keleti szélét, ahol rögtön a községhatárt és a megyehatárt is átlépi: innentől a Vas vármegye Körmendi járásához tartozó Kerkáskápolna területén halad.
21,6 kilométer után éri el Kerkáskápolna házait, ott ismét Fő utca néven húzódik, bő másfél kilométeren. A 23+150-es kilométerszelvénye közelében, a falu belterületének nyugati szélén beletorkollik dél felől, a Zala vármegyei Szentgyörgyvölgy és Magyarföld irányából, majdnem pontosan 8 kilométer megtétele után a 7424-es út, ami innen egyenes vonalban folytatódik, de már csak számozatlan mezőgazdasági útként, Őriszentpéter központjáig.
23,6 kilométer megtétele után lép át az út Bajánsenye területére, a Bajánházi-patak keresztezésével; először Őrbajánháza településrészen halad végig, Kossuth utca néven, a 24-26. kilométerei között, majd a település központjába ér, ahol Petőfi utca a neve. A 26+350-es kilométerszelvénye táján keresztezi a 7451-es utat – amely a magyarszombatfai határátkelőhelytől egészen Csákánydoroszlóig tart, és itt kevéssel a 8. kilométere előtt jár –, majd a keresztezés után a Vörösmarty utca nevet veszi fel.
28. kilométere táján Senyeháza, majd Dávidháza településrészeken halad végig – változatlanul nagyjából északnyugati irányt követve –, és csak a 29. kilométerénél lép ki a település házai közül. A 29+150-es kilométerszelvénye közelében kiágazik belőle a 74 331-es út, ami a Bajánsenye–Zalaegerszeg–Ukk–Boba-vasútvonal Bajánsenye megállóhelyére vezet, alig száz méterrel arrébb pedig az út keresztezi is a vasutat. A következő szakaszán még Alsókotormány, majd Felsőkotormány külterületi településrészeket érinti, és a Bajánsenye–Őrihodos határátkelőhelynél ér véget.
Teljes hossza, az országos közutak térképes nyilvántartását szolgáló kira.gov.hu adatbázisa szerint 30,378 kilométer.

## Települések az út mentén
- Lenti
- (Kerkabarabás)
- (Resznek)
- Zalabaksa
- Csesztreg
- Kerkakutas
- Kerkafalva
- Ramocsa
- Kerkáskápolna
- Bajánsenye

## Hídjai
Zala vármegyei szakaszán két jelentősebb hídja van, ezek az alábbiak:
- A Csesztregi-Kerka hídja a 11+115 kilométerszelvényénél – ez 1960-ban épült, monolit vasbetonlemez szerkezettel, teljes szerkezeti hossza 38,8 méter, leghosszabb nyílása 14,3 méter.
- A Csesztregi-Kerka ártéri hídja a 13+219 kilométerszelvényénél – 1961-ben épült, monolit vasbetonlemez szerkezettel, teljes szerkezeti hossza 11,5 méter, leghosszabb nyílása 10,4 méter.[1]

Vas vármegye területén még egy számottevő hídja van, a 29+333 kilométerszelvényénél az Egresi-patak hídja Bajánsenyénél; az egynyílású szerkezetű monolit vasbeton lemezhíd nyílásköze 4,00 méter, a teljes pályafelülete 46 négyzetméter; 1925-ben épült. A vasi szakaszának többi hídját nem tartják számon sem az 1945 előtt épült hidak, sem az 1945 után épült, 10 méternél hosszabb hidak között.